# رخت‌پوش ساق‌خاکستری
رخت‌پوش ساق‌خاکستری (نام علمی: Pygathrix cinerea) نام یک گونه از سرده رخت‌پوش است.
این گونه در استان‌های ویتنام نظیر استان کوانگ نام، استان کوانگ نگای، استان بین دبن، استان کون توم، و استان گیلان لای مشاهده می‌شود. بیشترین جمعیت باقی‌مانده از این حیوان ۵۵۰ تا ۷۰۰ عدد تخمین زده شده‌است.